# Nunatak Glyba
Nunatak Glyba är en nunatak i Antarktis. Den ligger i Östantarktis. Australien gör anspråk på området. Toppen på Nunatak Glyba är 1 616 meter över havet.
Terrängen runt Nunatak Glyba är huvudsakligen platt. Trakten är obefolkad. Det finns inga samhällen i närheten.